# Piatón de Seclin
Piatón (también llamado Piat, Piato o Piatone), nacido en Benevento en una fecha desconocida y muerto en Tournai (Bélgica) en 286, es un misionero enviado por el papa a evangelizar la región de los Menapios (Tournaisis). Muerto en el siglo III según el martirologio romano en Seclin (Norte), está considerado como santo por la Iglesia católica, y se conmemora el 1 de octubre.

## Veneración
- En Seclin, se puede visitar, bajo una bóveda merovingia, la piedra groseramente cortada que forma su sarcófago, y la fuente misteriosa.[1]
- Según varias fuentes es en Tournai que fue decapitado. Encuentra una iglesia Santa-Piat.
- La catedral de Chartres posee una capilla de Saint-Piat del siglo XIV detrás del ábside, y disputa a la iglesia de Seclin el honor de poseer los restos del santo.

Capilla de Saint-Piat en la catedral de Notre-Dame de Chartres
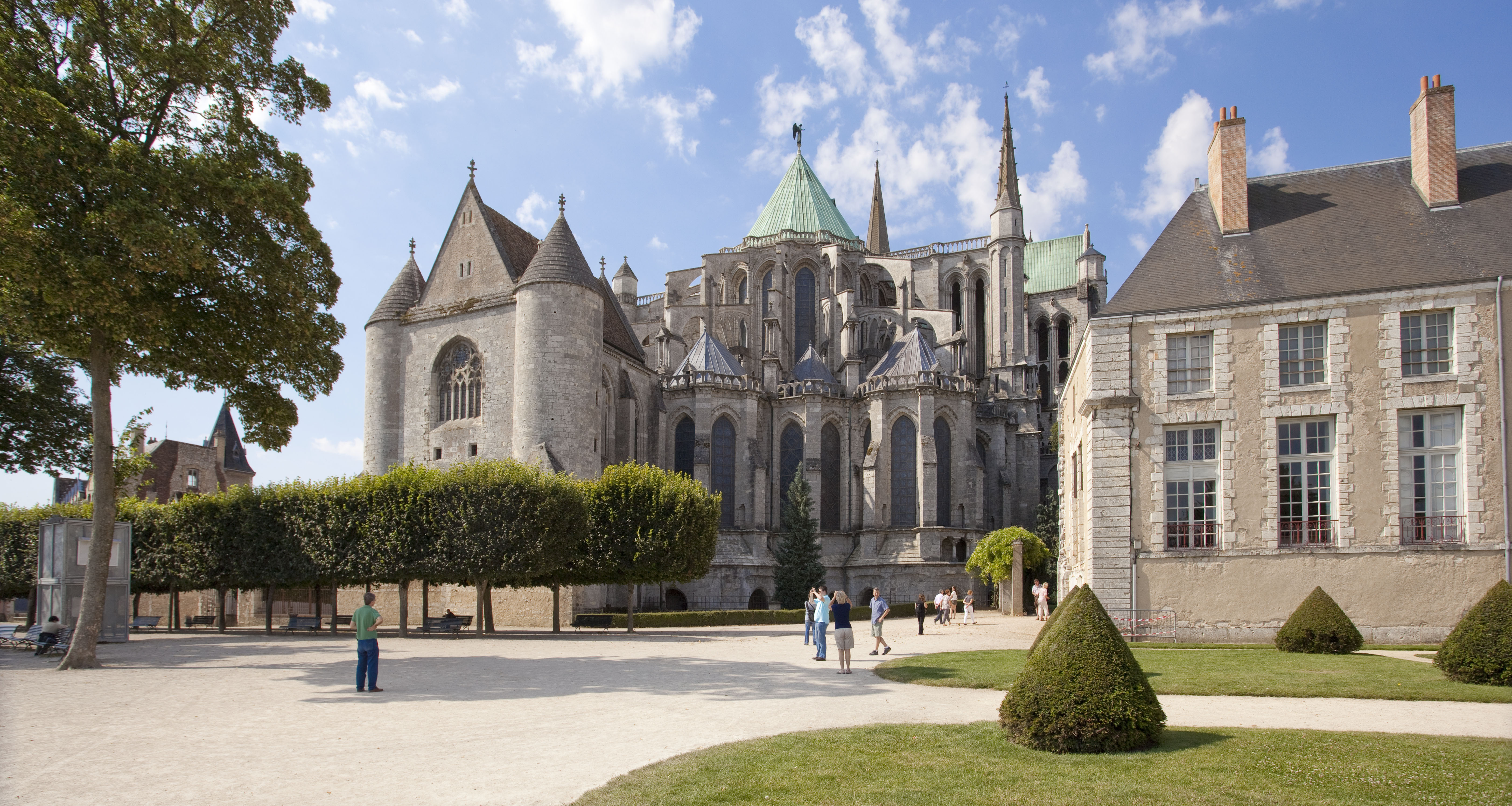
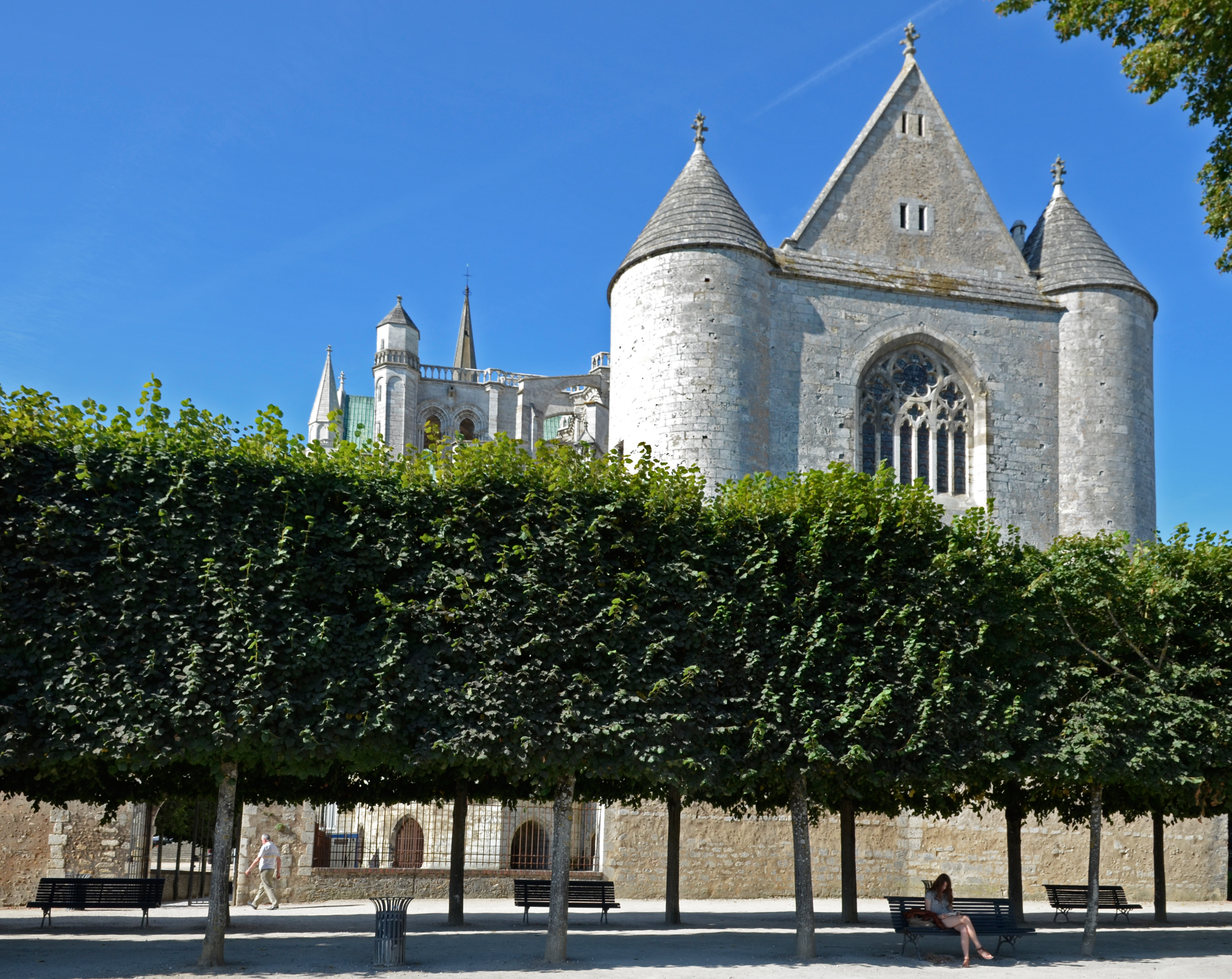
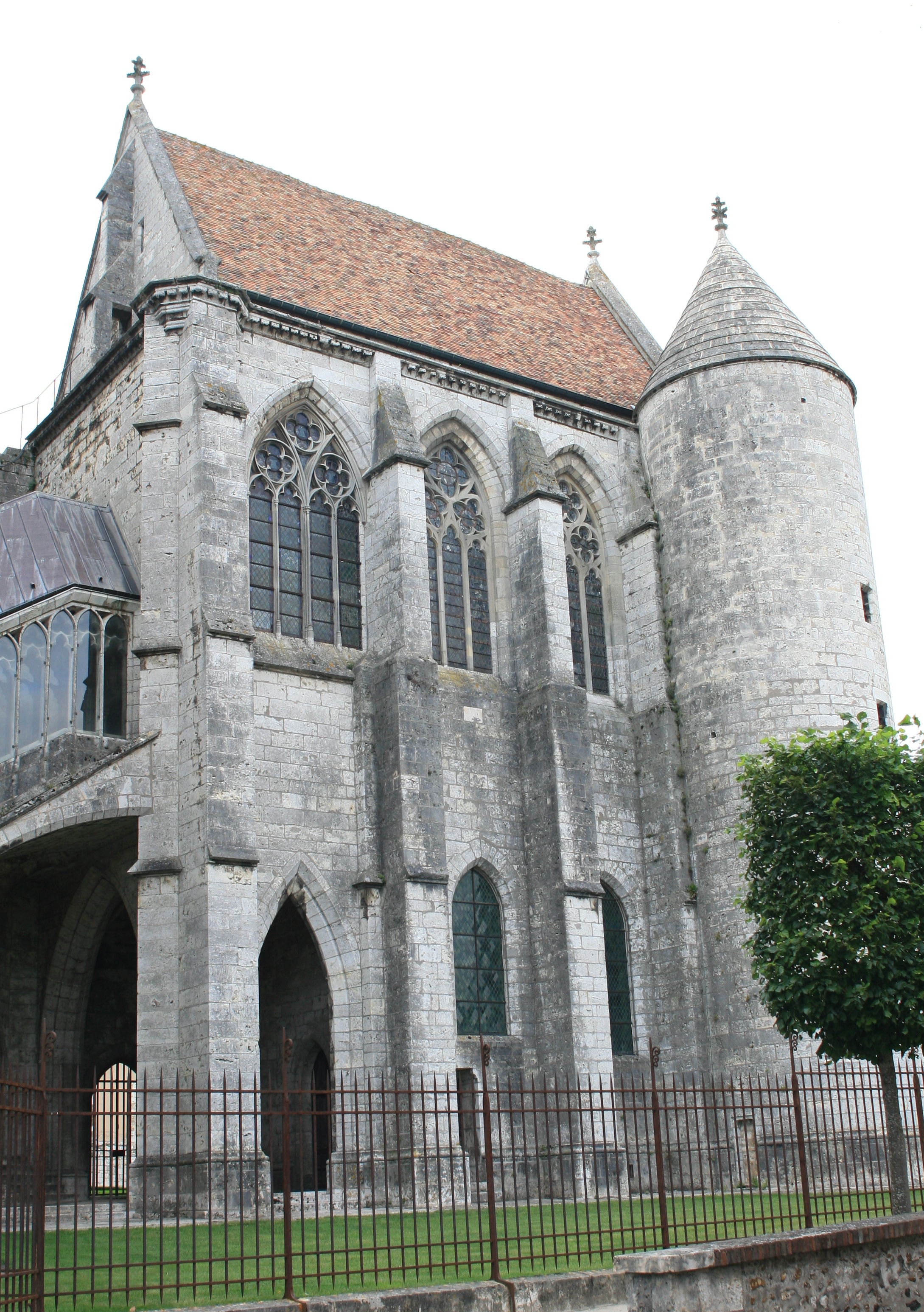

- Una capilla cercana de la iglesia Saint Laurent de Anstaing rodea una fuente que se dice abierta milagrosamente por Piat de paso por la región. Esta fuente es reputada por curar las quemaduras y las enfermedades de piel, igualmente atribuida a Saint Laurent. Una peregrinación de nueve días (novena) tiene lugar todos los años en el mes de agosto.

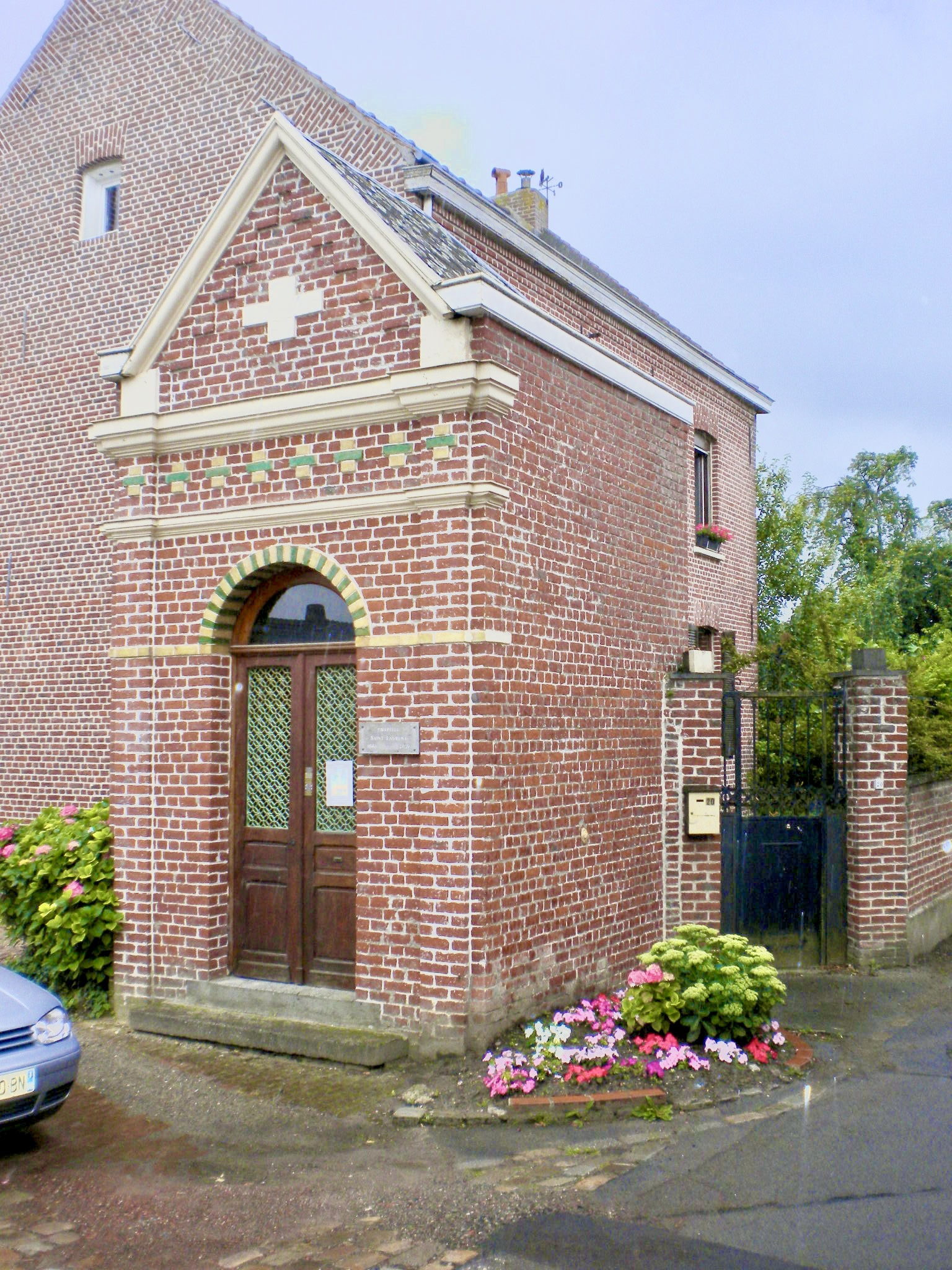
Capilla de Anstaing
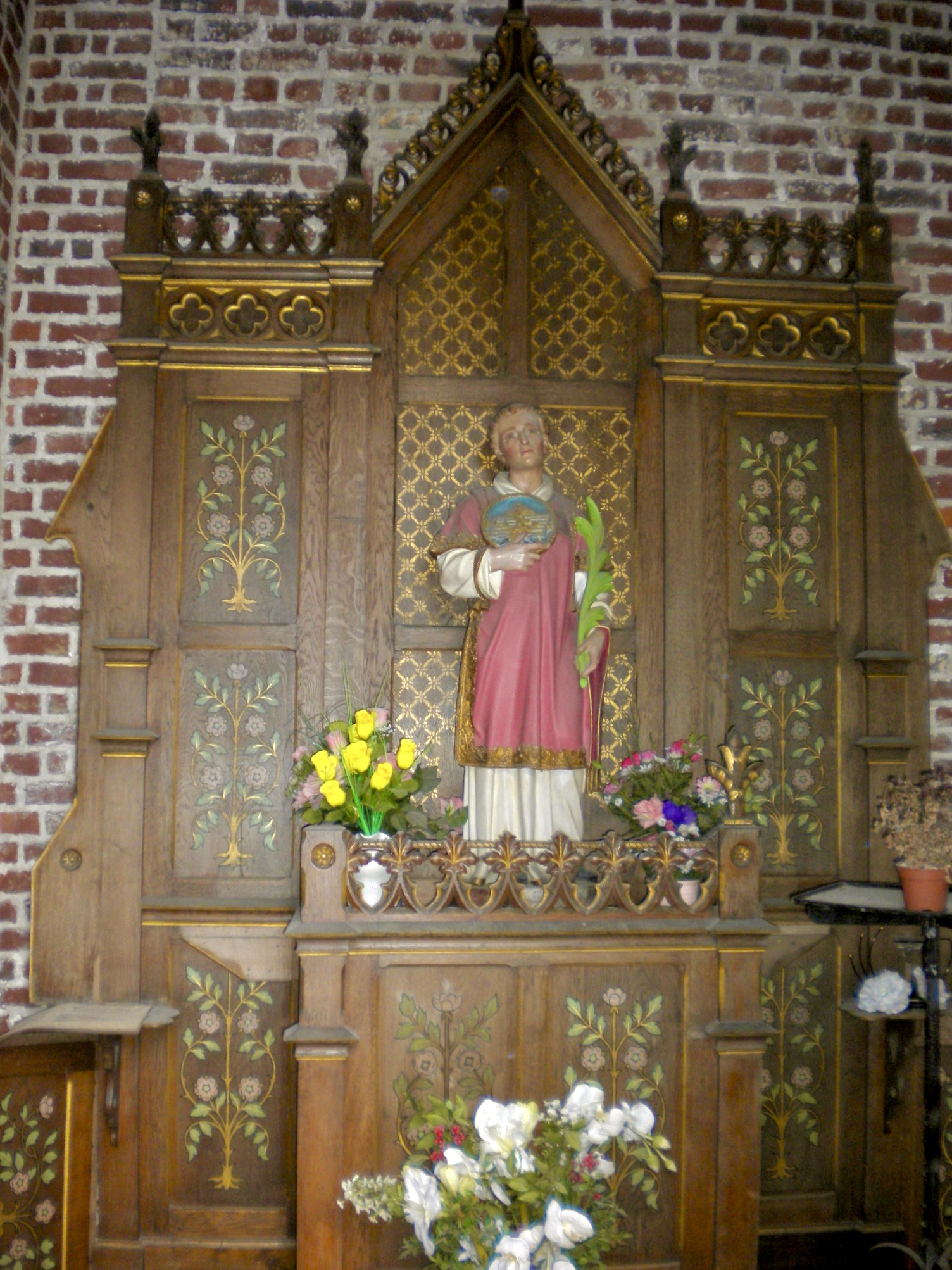
En la capilla, un retablo y la estatua de San Piatón
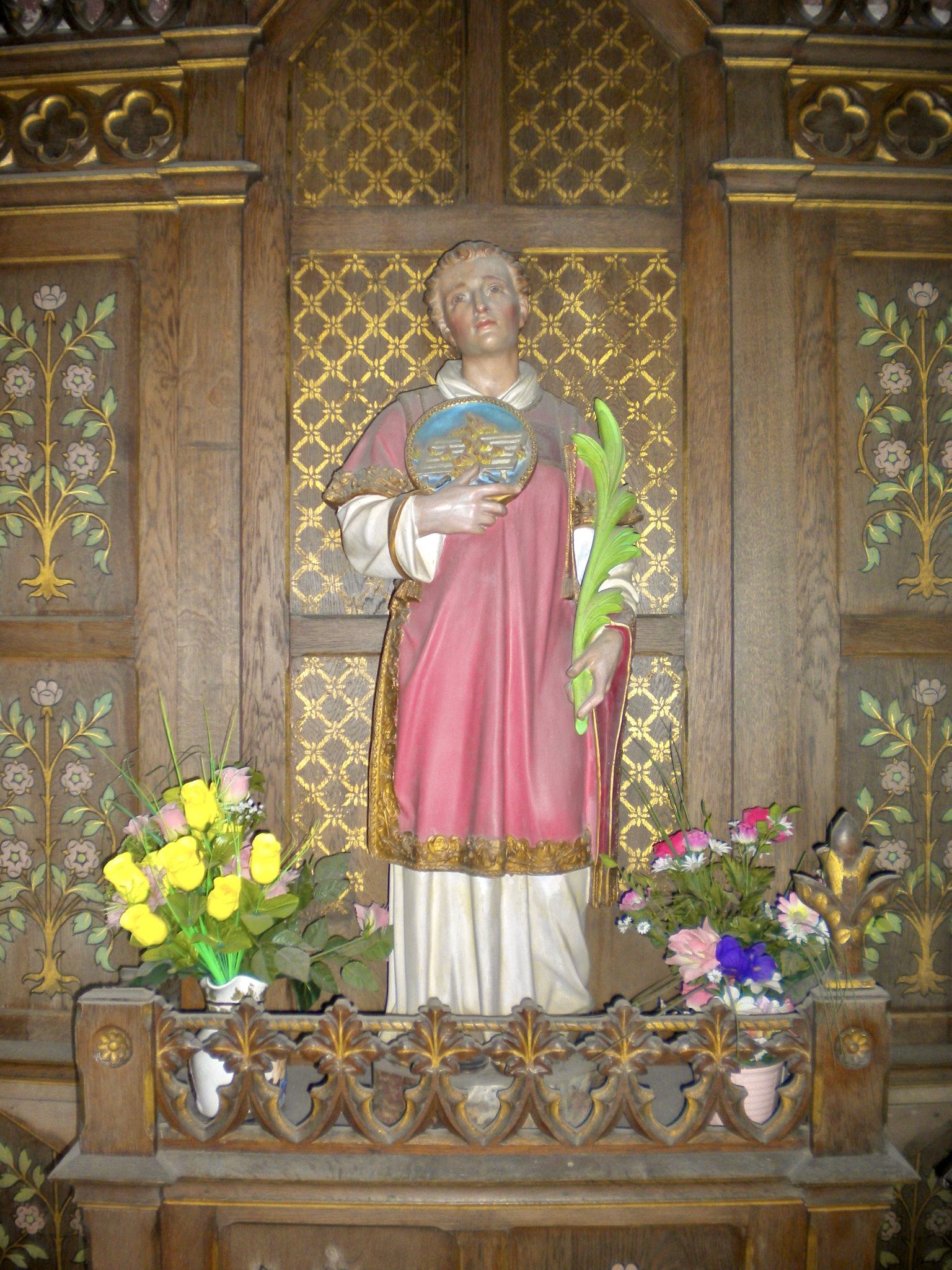
Vista acercada de la estatua de San Piatón
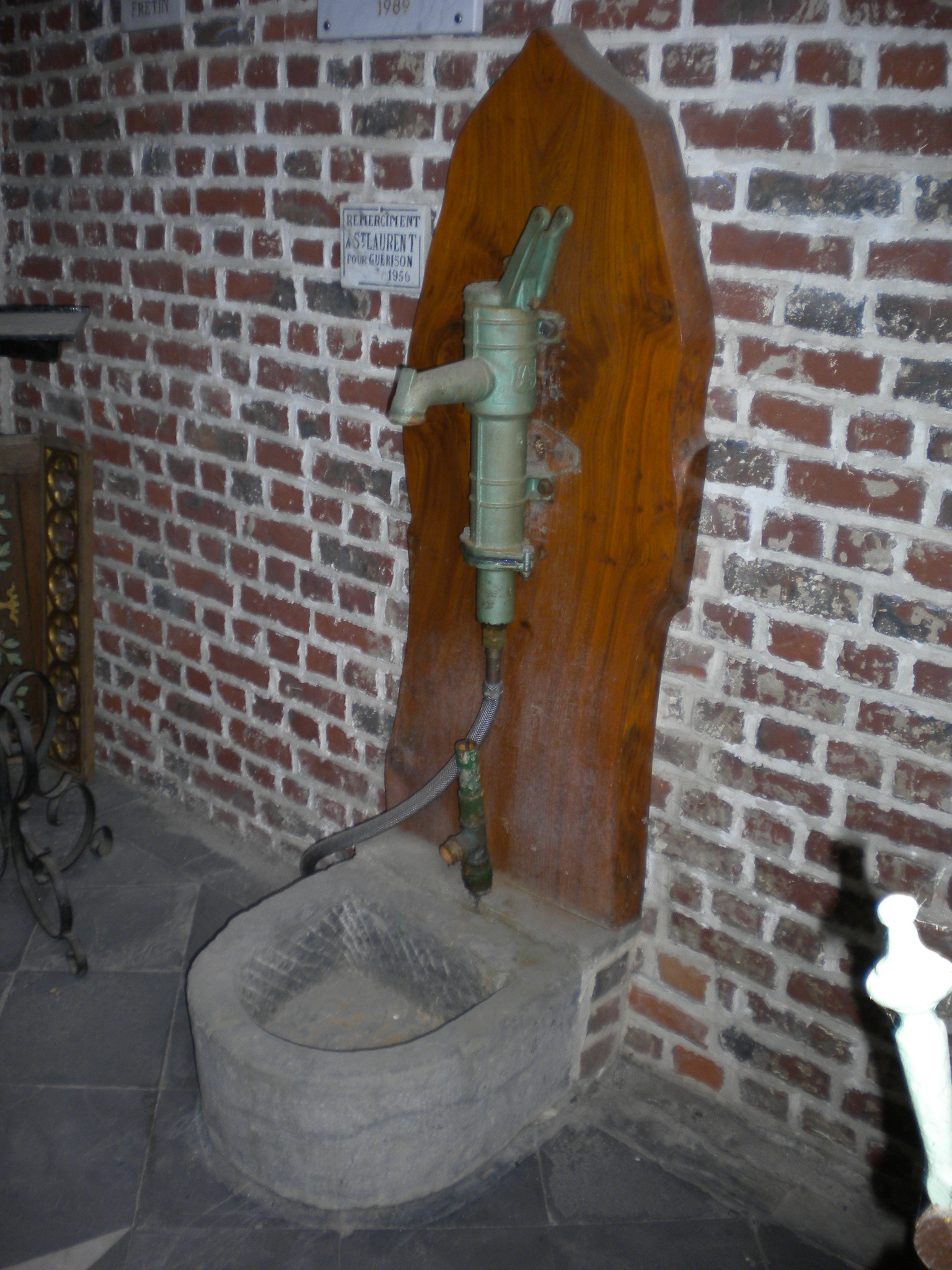
La fuente "milagrosa"